# 6-os busz (Kazincbarcika)
A kazincbarcikai 6-os jelzésű autóbusz az Autóbusz-állomás és a Szent Flórián tér között közlekedett, amelyet a Borsod Volán Zrt. üzemeltetett a Táncsics utca érintésével.

## Története
Az 1950-es, '60-as évek során alakult ki Kazincbarcika helyi tömegközlekedésének első formája. 1969-ben ennek részeként indult el a 6-os vonal akkor még Újváros – Felső-Barcika – BVK viszonylaton. Időközben megváltoztak az elnevezések, 1973-tól az Autóbusz-állomásról indultak, mint a mai napig is az összes helyi, helyközi, távolsági járat. 1990-ben létrehozták a 6Y buszt is BVK – ÉMÁSZ – 1. sz. óvoda útvonalon. 1991-ben a Borsodi Vegyi Kombinát megszűnt, ezáltal a végállomás a BorsodChem melletti váróterem lett, 2010-től Szent Flórián tér. Az új évszázadot átlépve egyre jobban csökkentek az igények, a városban sorra szűntek meg a járatok. 2013-ban leállították a vonalat. Az útvonal egyik felén helyközi autóbusz soha nem járt, másik felén átlagos arányban közlekednek a buszok mai napig.

## Útvonala
| Autóbusz-állomás – Táncsics u. – Szent Flórián tér                                                                                   | Szent Flórián tér – Táncsics u. – Autóbusz-állomás                                                                                   |
| --- | --- |
| Egressy Béni út ➝ Tardonai út ➝ Május 1. út ➝ Alsóvárosi krt. ➝ Táncsics Mihály u. ➝ Csók István u. ➝ Hadak útja ➝ Szent Flórián tér | Szent Flórián tér ➝ Hadak útja ➝ Csók István u. ➝ Táncsics Mihály u. ➝ Alsóvárosi krt. ➝ Május 1. út ➝ Tardonai út ➝ Egressy Béni út |

## Közlekedése
| Útvonal                                       | Indításszáma | Közlekedése  |
| --------------------------------------------- | ------------ | ------------ |
| Autóbusz-állomás – Szent Flórián tér aut. vt. | 7 pár        | munkanapokon |
| Autóbusz-állomás – Szent Flórián tér aut. vt. | 3 pár        | hétvégén     |

## Megállóhelyei
| 0  | Autóbusz-állomás végállomás                      | 0.0 km | 0  |
| 1  | Május 1. utca, orvosi rendelő                    | 0.7 km | 2  |
| 2  | Május 1. utca, üzletház                          | 1.2 km | 3  |
| 3  | Május 1. utca, kórház                            | 1.7 km | 5  |
| 4  | Alsóvárosi iskola                                | 2.2 km | 6  |
| 5  | Táncsics utca, községháza                        | 3.0 km | 9  |
| 6  | Táncsics utca 13.                                | 3.6 km | 11 |
| 7  | ÉMÁSZ                                            | 3.9 km | 12 |
| 8  | Alkotmány utca                                   | 4.5 km | 13 |
| 9  | Kossuth utca 1.                                  | 5.1 km | 15 |
| 10 | Szent Flórián tér, autóbusz-váróterem végállomás | 6.2 km | 17 |